# Haplocyclodesmus rubellus
Haplocyclodesmus rubellus är en mångfotingart som först beskrevs av Loomis 1936.  Haplocyclodesmus rubellus ingår i släktet Haplocyclodesmus och familjen Sphaeriodesmidae. Inga underarter finns listade i Catalogue of Life.